# Luyeye Mvete
Ghislain Luyeye Mvete, né le 6 décembre 1979 à Kinshasa, est un joueur de football international congolais. Il réalise la majeure partie de sa carrière en faveur du TP Mazembe.

## Biographie
Il participe avec le TP Mazembe à la Coupe du monde des clubs de la FIFA en 2009. Il joue deux matchs lors de cette compétition.
Mvete reçoit quatre sélections en équipe de République démocratique du Congo lors de l'année 2011. Il joue son premier match le 8 janvier 2011, en amical contre le Kenya (victoire 1-0).

## Palmarès
DC Motema Pembe
- Championnat de RD Congo (1) :
  - Champion : 2005.

 Tout Puissant Mazembe
- Championnat de RD Congo (3) :
  - Champion : 2006, 2007 et 2009.

- Ligue des champions de la CAF (2) :
  - Vainqueur : 2009 et 2010.